# Culture de la Tanzanie

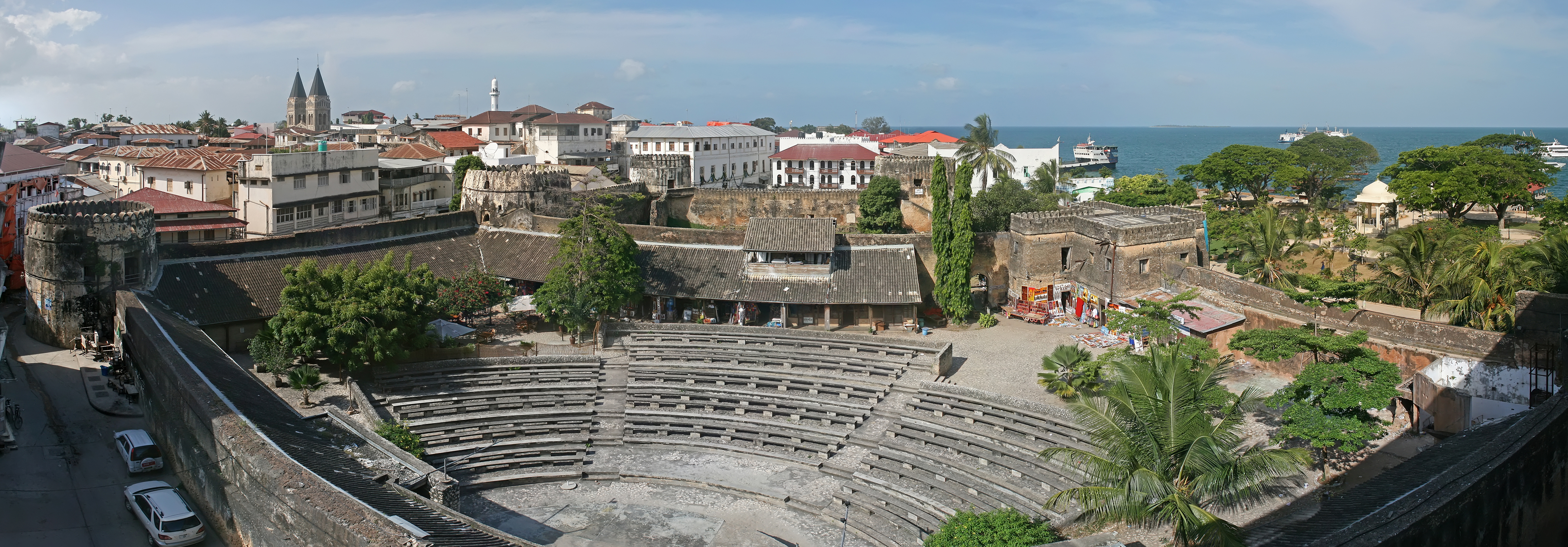
Fort de Stone Town à Zanzibar

La culture de la Tanzanie (Afrique de l'Est) désigne d'abord les pratiques culturelles observables de ses 62 000 000 d'habitants (en 2021, diasporas non comprises).
En Tanzanie, on parle l'anglais et le swahili. Les deux religions les plus pratiquées sont le christianisme et l'islam.
Il existe également dans le nord de la Tanzanie des populations Maasaï qui ont une culture qui leur est propre.

## Langues
- Kiswahili, Anglais
- Langues en Tanzanie, Rubriques de Langue de Tanzanie
- Groupes ethniques en Tanzanie

Les deux langues officielles sont le kiswahili ou swahili (appelé Kiunguja à Zanzibar) et l'anglais mais il existe d'autres langues véhiculaires comme l'arabe ou le gujarati, cette dernière parlée par des communautés originaires du sous-continent indien. Le pays compte plus de 120 groupes ethniques, chacun ayant conservé sa langue. On note toutefois que l'influence du kiswahili a contribué à un affaiblissement du poids des langues locales. Ce fait est surtout notable en milieu urbain, où l'on assiste à la naissance de la première génération de Tanzaniens ne maitrisant qu'une des langues de leur pays, le kiswahili. 35 % des Tanzaniens ont l'anglais en seconde langue, ou ont des notions d'anglais en 2012 (locuteurs dits "partiels")[réf. souhaitée].

## Traditions

### Religions
- Rubriques concernant la religion en Tanzanie
- Islam en Tanzanie
- Religion en Tanzanie
- Foi Baha'ie en Tanzanie (en)
- Buda (folklore) (en)
- Religions traditionnelles africaines, Animisme, Fétichisme, Esprit tutélaire, Mythologies africaines
- Religion en Afrique, Christianisme en Afrique, Islam en Afrique
- Islam radical en Afrique noire
- Anthropologie religieuse

Les religions les plus représentées sont l'islam (33 %) et le christianisme (66 %),. Néanmoins les statistiques religieuses n'existent plus en Tanzanie depuis 1963 et des chiffres très différents émergent parfois. Les animistes sont estimés à 30 %. 99 % de la population de Zanzibar est musulmane. Le fort développement des Églises pentecôtistes est un fait récent. La présence importante de luthériens dans la communauté protestante est un héritage de la colonisation allemande.
Les catholiques de Zanzibar seraient persécutés par un groupe de musulmans, majoritaires sur l'île, sur fond de politique indépendantiste.

### Symboles
- Armoiries de la Tanzanie
- Drapeau de la Tanzanie
- Hymne national (depuis l'indépendance) : Mungu ibariki Afrika

### Fêtes
| Date        | Nom français                      | Nom local               | Remarques                                                                |
| ----------- | --------------------------------- | ----------------------- | ------------------------------------------------------------------------ |
| 1er janvier | Jour de l'An                      | New Year's day          |                                                                          |
| 12 janvier  | Jour de la révolution de Zanzibar | Zanzibar revolution day |                                                                          |
| 26 février  | Jour du prophète                  | prophet's day           |                                                                          |
|             | Vendredi saint                    | Good Friday             |                                                                          |
|             | Dimanche de Pâques                | Easter                  |                                                                          |
|             | Lundi de Pâques                   | Easter Monday           |                                                                          |
| 7 avril     | Fête des Héros                    | Heroes day              | Zanzibar seulement                                                       |
| 26 avril    | Jour de l'Union                   | Union day               | Date anniversaire de l'union entre le Tanganyika et Zanzibar             |
| 1er mai     | Jour du Travail                   | Labor day               |                                                                          |
| 7 juillet   | Saba saba                         | Saba saba day           | célèbre la fondation de la Tanganyika African National Union en 1954     |
| 8 août      | Nane nane                         | Nane nane day           | Fête des paysans                                                         |
|             | Fin du Ramadan                    | Eid-El-Fitril           | Fin du Ramadan                                                           |
| 14 octobre  | Fête de Nyerere                   | Nyerere day             | célèbre le jour de la mort de Julius Nyerere                             |
|             | Fête du sacrifice                 | Eid-El-Haji             |                                                                          |
| 9 décembre  | Fête de l'Indépendance            | Independance day        | Fête Nationale célébrant l'indépendance du Tanganyika le 9 décembre 1961 |
| 25 décembre | Jour de Noël                      | Christmas day           |                                                                          |
| 26 décembre | Après Noël                        | Boxing day              |                                                                          |

## Vie sociale

### Famille

#### Noms
- Nom de famille, Nom personnel

### Société
- Personnalités de Tanzanie
- Liste de Tanzaniens (en)
- Persécution contre les albinos
- Ubuntu, Fraternité
- Palabre, Arbre à palabres

### Éducation
- Éducation en Tanzanie
- Sciences en Tanzanie

## Arts de la table

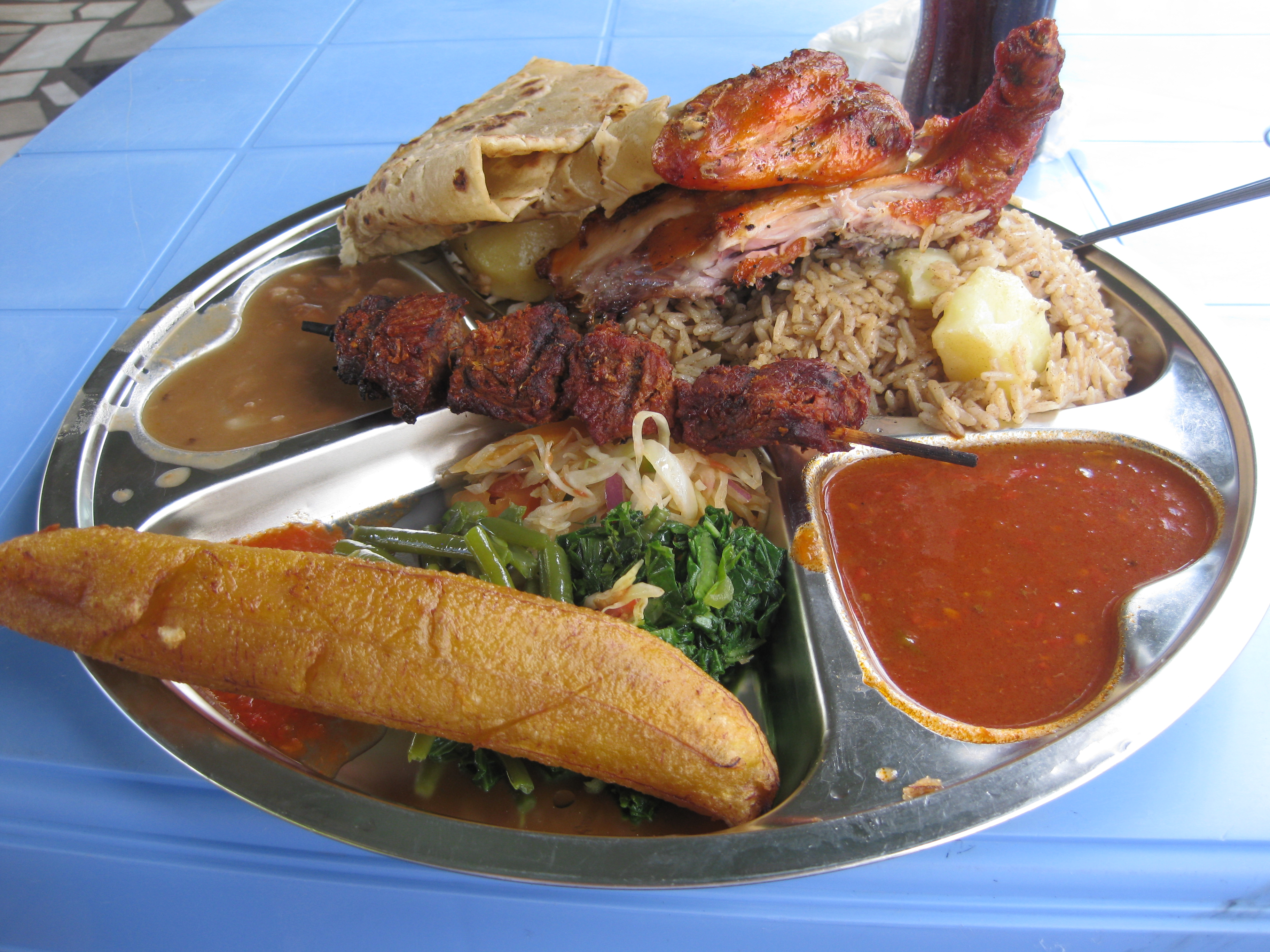
Spécialités tanzaniennes : pilau kuku, mishkaki, ndizi, maharage, mboga, chapati et pili pili

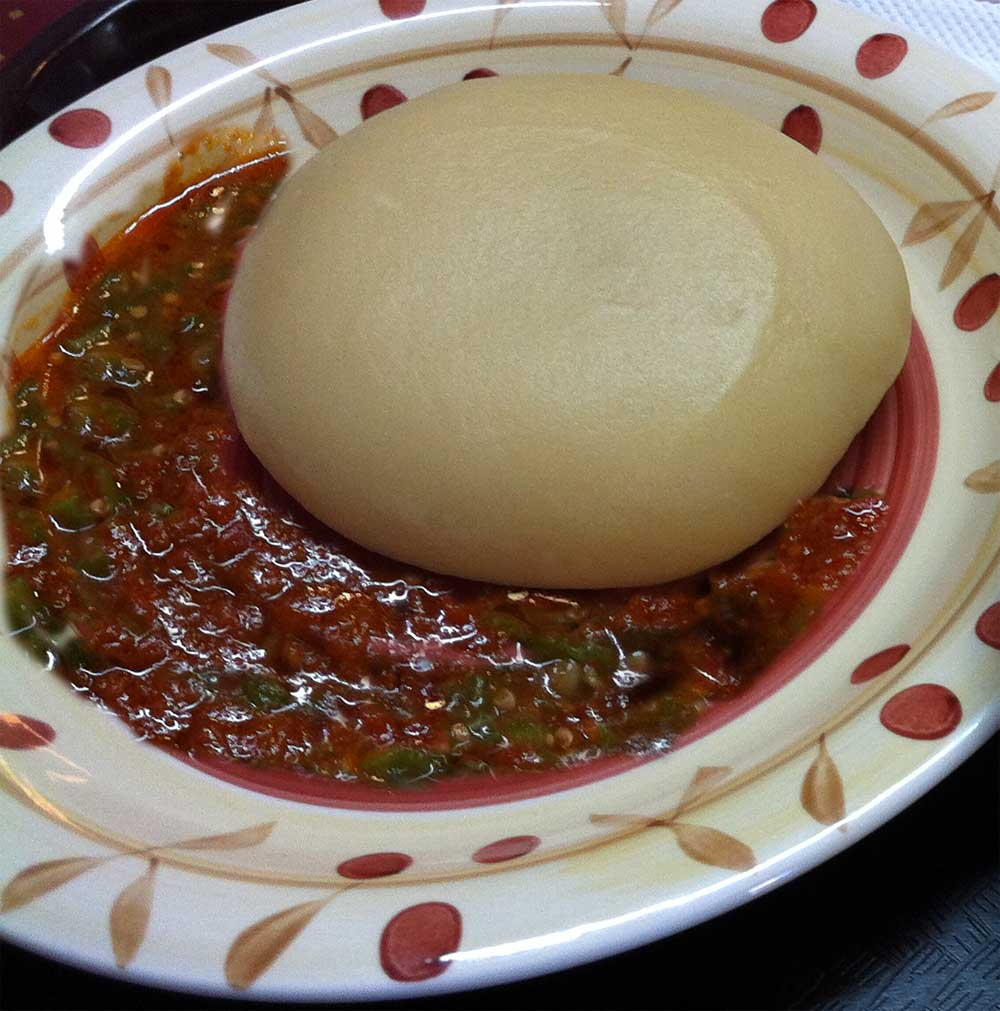
Ugali

### Cuisine(s)
- Cuisine tanzanienne
- Cuisine africaine

### Boisson(s)
- Thé, Café
- Bières typiques de ce pays : la Safari et la Kilimandjaro
- Bière de banane
- Alcool de contrebande

## Santé
- Santé en Tanzanie

### Jeux populaires

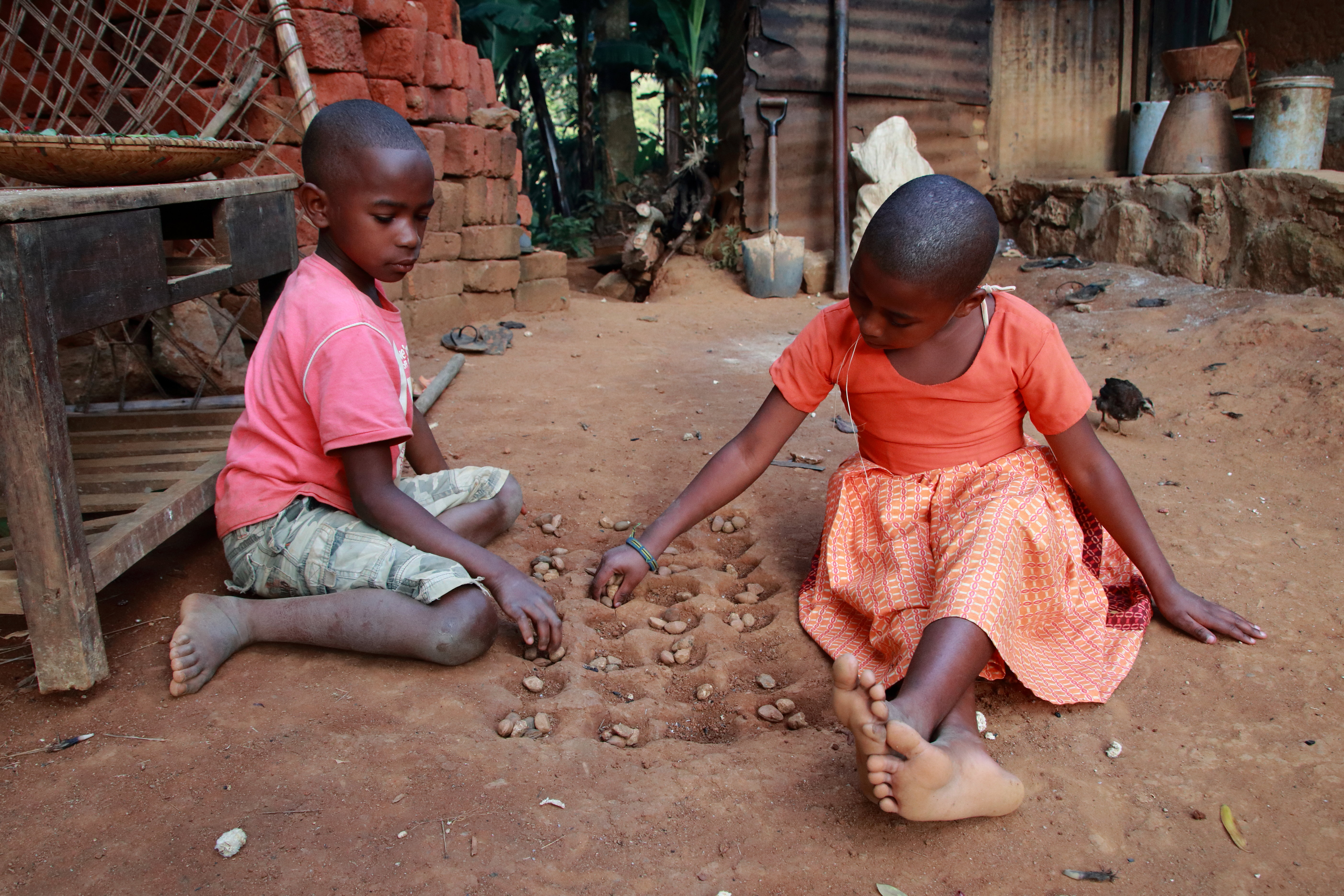
Une partie de bao dans un village.

- Association d'échecs de Tanzanie
- Rugby, Football, Basket-ball

### Sports
- Sport en Tanzanie (en), Catégorie:Sport en Tanzanie, Sport en Tanzanie
- Sportifs tanzaniens, Sportives tanzaniennes
- Catégorie:Événement sportif en Tanzanie
- Tanzanie aux Jeux olympiques
- Tanzanie aux Jeux du Commonwealth
- Jeux paralympiques, Tanzanie aux Jeux paralympiques
- Catégorie:Handisport en Tanzanie
- Jeux africains ou Jeux panafricains, depuis 1965, tous les 4 ans (...2011-2015-2019...)

### Arts martiaux
- Arts martiaux en Tanzanie
- Liste des luttes traditionnelles africaines par pays

## Artisanats

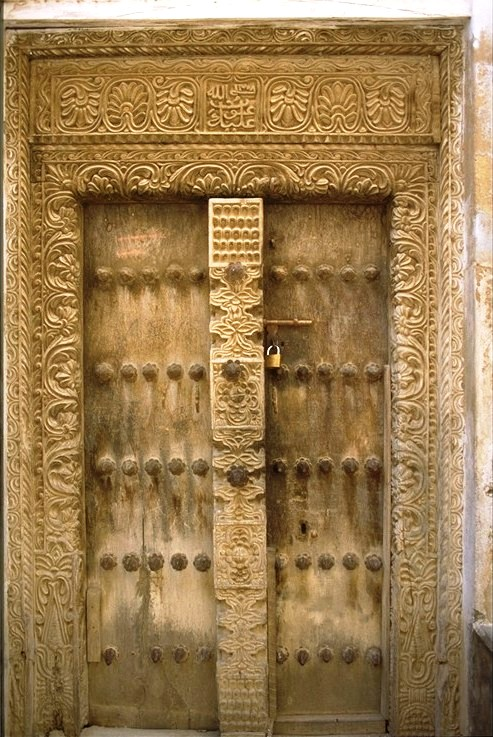
Porte sculptée à Zanzibar

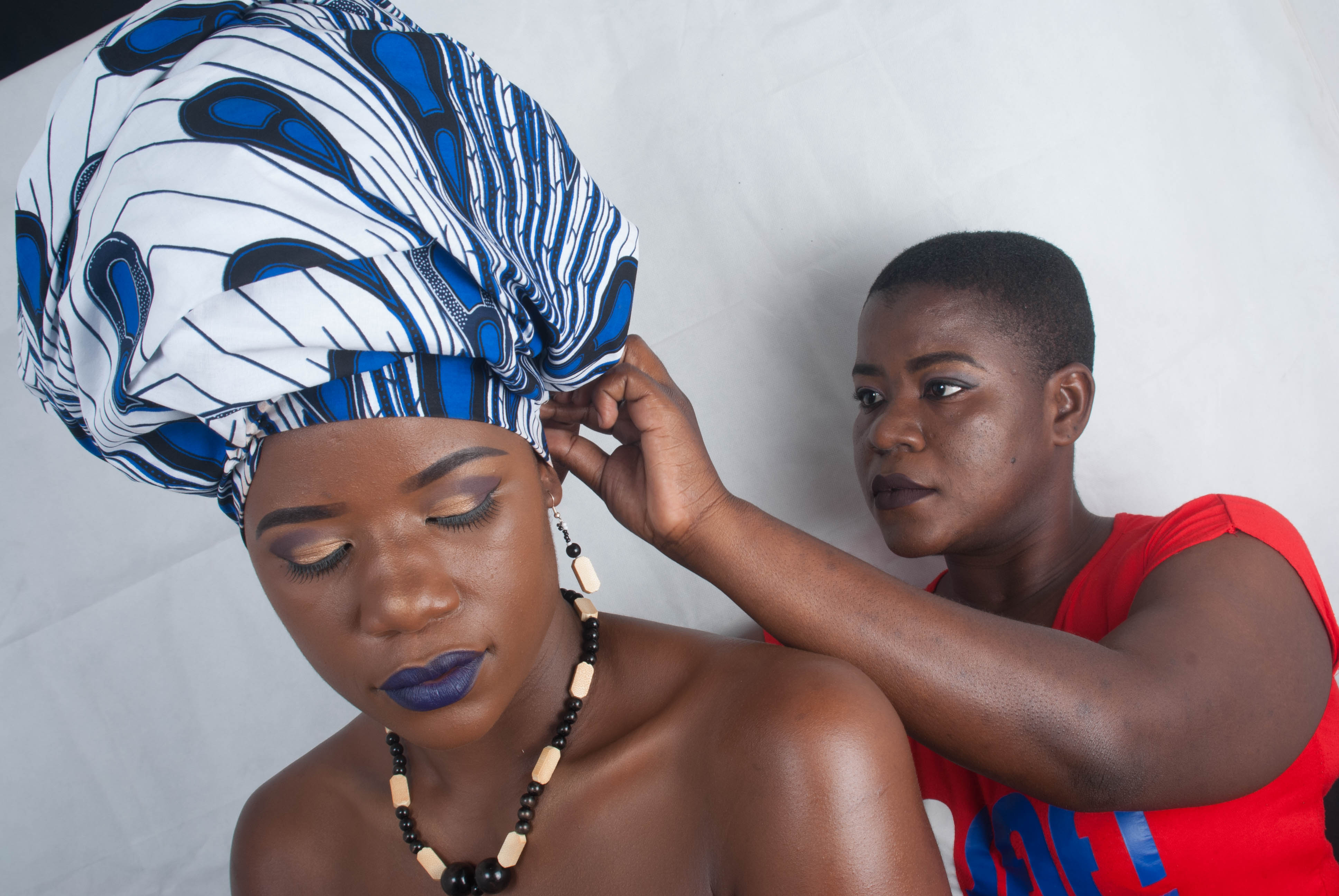
Mannequin de Tanzanie.

- Arts appliqués, Arts décoratifs, Arts mineurs, Artisanat d'art, Artisan(s), Trésor humain vivant, Maître d'art

### Arts graphiques
- Calligraphie, Enluminure, Gravure, Origami
- Liste de sites d'art rupestre en Afrique, Art rupestre

### Textiles
- Art textile, Arts textiles, Fibre, Fibre textile, Design textile
- Mode, Costume, Vêtement, Confection de vêtement, Stylisme
- Technique de transformation textile, Tissage, Broderie, Couture, Tricot, Dentelle, Tapisserie,

### Cuir
- Maroquinerie, Cordonnerie, Fourrure

### Papier
- Papier, Imprimerie, Techniques papetières et graphiques, Enluminure, Graphisme, Arts graphiques, Design numérique

### Bois
- Travail du bois, Boiserie, Menuiserie, Ébénisterie, Marqueterie, Gravure sur bois, Sculpture sur bois, Ameublement, Lutherie

### Métal
- Métal, Sept métaux, Ferronnerie, Armurerie, Fonderie, Dinanderie, Dorure, Chalcographie

### Poterie, céramique, faïence
- Mosaïque, Poterie, Céramique, Terre cuite
- Céramique d'Afrique subsaharienne

### Verrerie d'art
- Art verrier, Verre, Vitrail, Miroiterie

### Joaillerie, bijouterie, orfèvrerie
- Lapidaire, Bijouterie, Horlogerie, Joaillerie, Orfèvrerie

### Espace
- Architecture intérieure, Décoration, Éclairage, Scénographie, Marbrerie, Mosaïque
- Jardin, Paysagisme

Intérieur contemporain.
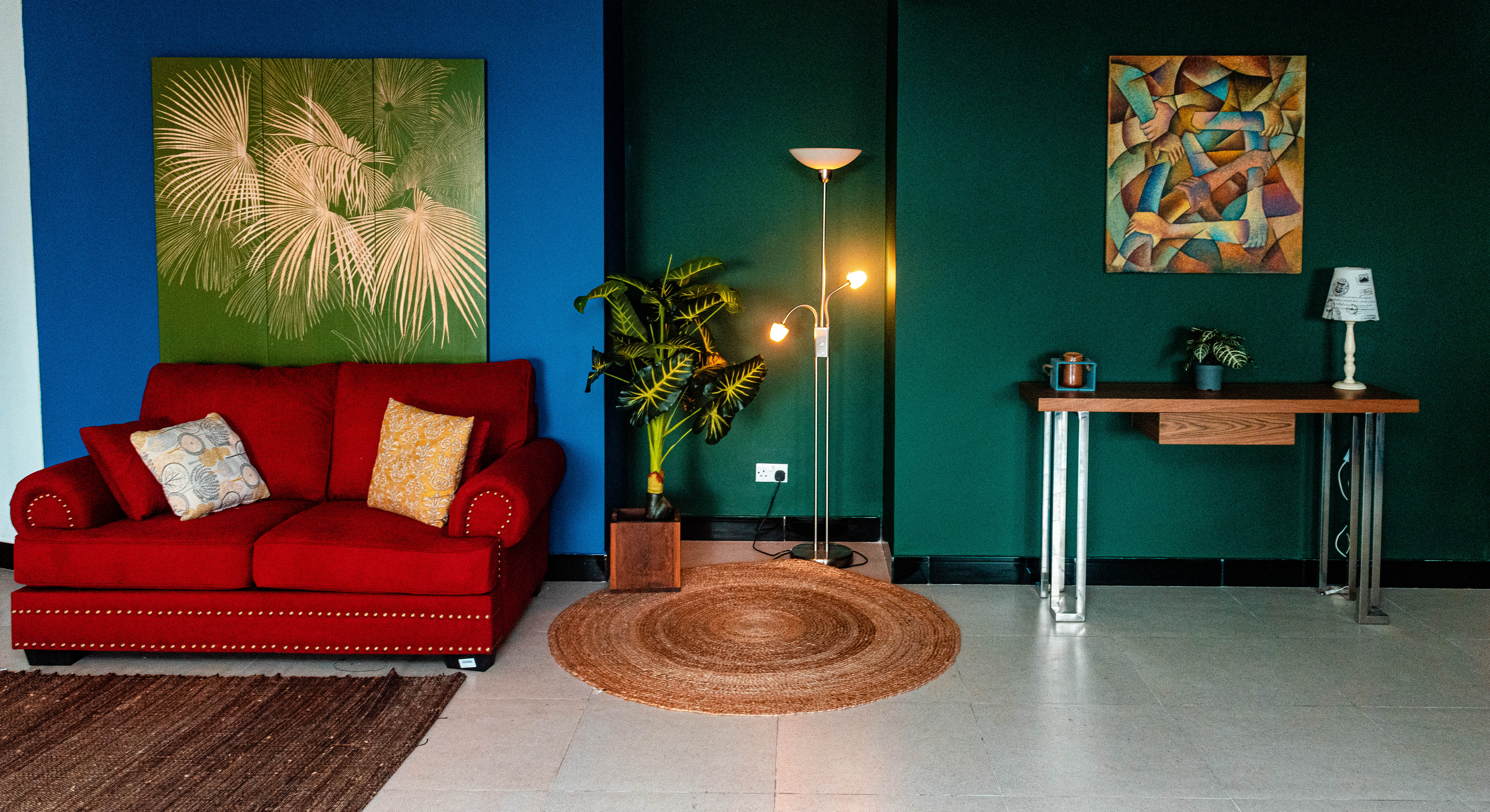
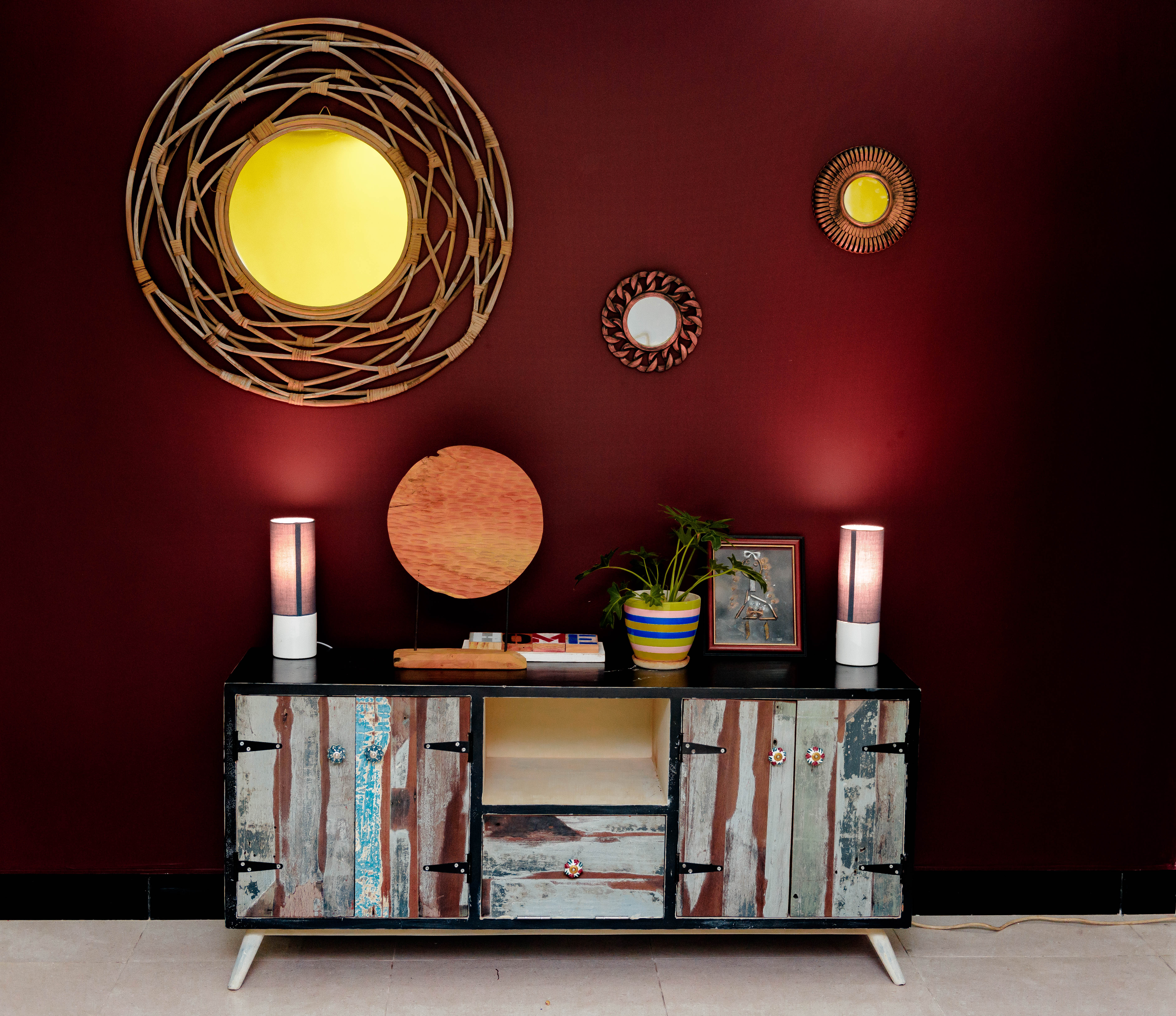

## Médias
En 2009, le classement mondial sur la liberté de la presse établi chaque année par Reporters sans frontières situe la Tanzanie au 62e rang sur 175 pays. Des « problèmes sensibles » y ont été observés.
- Médias en Tanzanie, Télécommunications en Tanzanie (en)
- Journalistes tanzaniens

### Presse écrite
- Liste de journaux en Tanzanie (en)
- Daily News (Tanzanie)

#### Presse ancienne
- Deutsch-Ostafrikanische Zeitung (de) (1899-1916)

### Internet (.tz)
- Presse en ligne
- Blogueur tanzaniens
- Internet[7]

## Littérature
- Écrivains tanzaniens, Liste d'écrivains tanzaniens (en)
- Littérature tanzanienne (en)
- Littérature swahili (en)
- La littérature coloniale allemande[8] gagne à âtre consultée, pour l'époque de l'Empire colonial allemand (1884-1922).
- Littérature en kinyarwanda, site ELLAF
- Archives nationales de Tanzanie (en)

### En anglais
Parmi les auteurs et les textes :
- Peter K. Palangyo (1939-1983), Dying in the Sun (1968)
- Gabriel Ruhumbika (1938-), Village in Uhuru (1969)
- Abdulrazak Gurnah (1948), Paradise (1994), Desertion (2005)

### En swahili
- Littérature swahili (en), littérature en swahili, culture swahilie
- Shaaban bin Robert (1909-1962), Shaaban bin Robert (1918-1991)
- Hussein Issa Tuwa, Maundu Mwingizi, Joseph Mbele, Ebrahim Hussein...

## Arts visuels
- Arts visuels, Arts plastiques, Art brut, Art urbain
- Art africain traditionnel, Art contemporain africain

### Peinture
- Peinture, Catégorie:Peinture par pays
- Tingatinga
- Eduardo Saidi Tingatinga (1937-1972)

## Arts du spectacle
- Spectacle vivant, Performance, Art sonore

### Musique(s)
- Musique improvisée, Improvisation musicale
- Musique de Tanzanie (en)
- Musiciens tanzaniens
- Twarab, concours de chant
- Freddie Mercury
- Muziki wa dansi (en)
- Hip hop tanzanien (en)
- Festival annuel de musique : Sauti za Busara (Zanzibar, février 2017), depuis 2004

### Danse(s)
- Danses traditionnelles, rituelles, dévotionnelles,
- Ngoma, au rythme des tambours,
- Baikoko[9]
- Bobaraba
- Hip-hop
- Festival de danse[10]

### Théâtre
- Improvisation théâtrale, Jeu narratif
- Salles : British Council, Little Theatre
- Dramaturges : Amandina Lihamba, Penina Muhando
- Spectacles : variés[11]

### Autres scènes: marionnettes, mime, pantomime, prestidigitation
Les arts mineurs de scène, arts de la rue, arts forains, cirque, théâtre de rue, spectacles de rue, arts pluridisciplinaires, performances manquent encore de documentation pour le pays …
Pour le domaine de la marionnette, la référence est : Arts de la marionnette en Tanzanie, sur le site de l'Union internationale de la marionnette UNIMA).

### Cinéma
Le cinéma tanzanien n'en est qu'à ses débuts, les réalisateurs souffrant d'un manque de financement.
- Cinéma tanzanien
- Liste de films tanzaniens (en)
- Historique (en anglais)[12]
- Festival annuel international du film (Zanzibar, juillet)

### Autres
- Vidéo, Jeux vidéo, Art numérique, Art interactif

## Tourisme
- Tourisme en Tanzanie
- Attractions touristiques en Tanzanie
- Conseils aux voyageurs pour la Tanzanie :
  - France Diplomatie.gouv.fr
  - Canada international.gc.ca
  - CG Suisse eda.admin.ch
  - USA US travel.state.gov

## Patrimoine
- Tourisme en Tanzanie

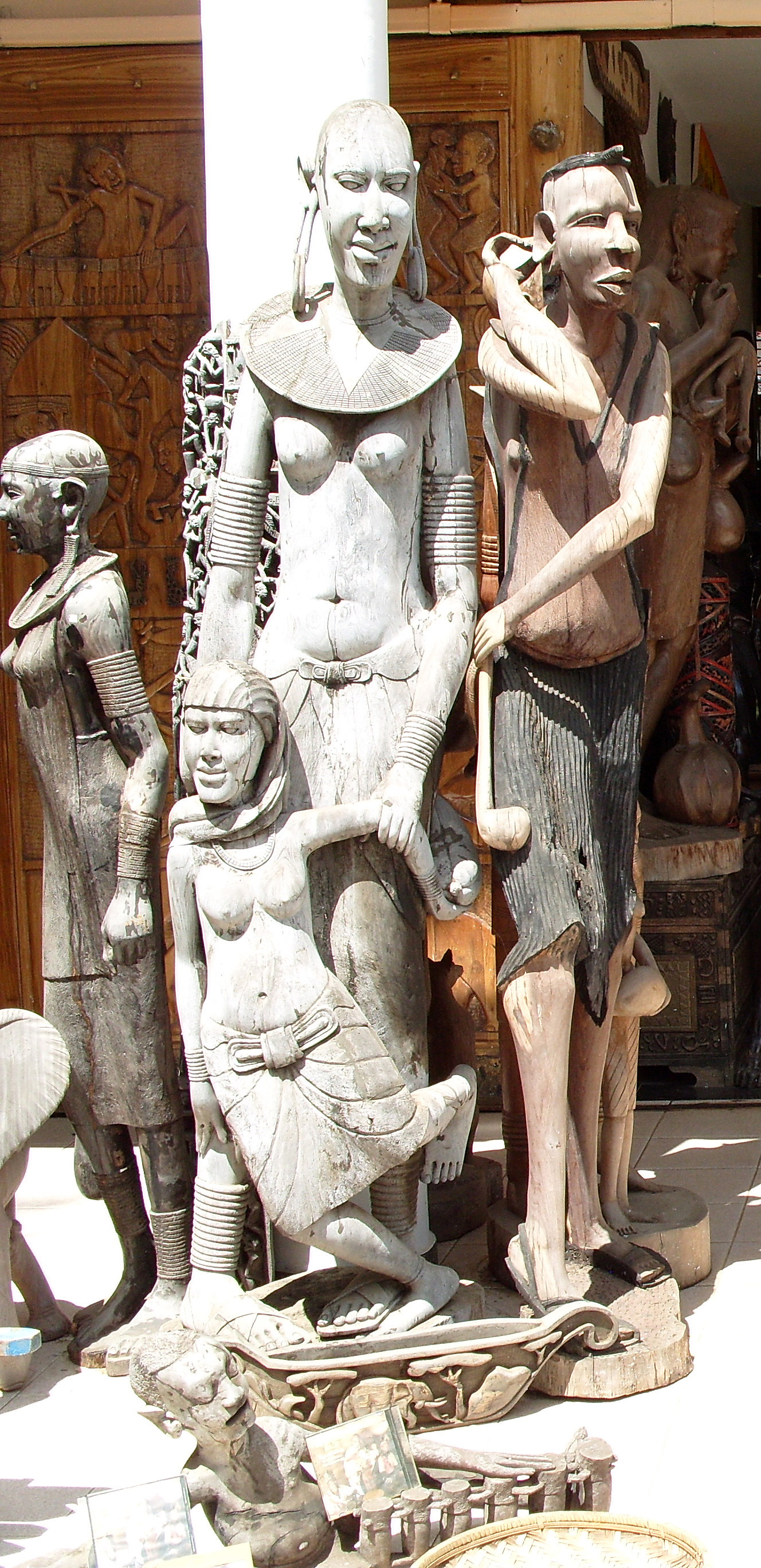
Sculptures à Arusha

Le programme Patrimoine culturel immatériel (UNESCO, 2003) n'a rien inscrit pour ce pays dans sa liste représentative du patrimoine culturel immatériel de l’humanité (au 14/01/2016).

### Musées et autres institutions
- Liste de musées en Tanzanie

### Liste du Patrimoine mondial
Le programme Patrimoine mondial (UNESCO, 1971) a inscrit dans sa liste du Patrimoine mondial (au 12/01/2016) : Liste du patrimoine mondial en Tanzanie.

### Registre international Mémoire du monde
Le programme Mémoire du monde (UNESCO, 1992) a inscrit dans son registre international Mémoire du monde (au 15/01/2016) :
- 1997 : Les dossiers/archives allemandes[13].
- 2003 : Collection de manuscrits et de livres arabes[14].

### Discographie
- (en) Tanzania instruments : Tanganyika : 1950 (collec. Hugh Tracey), International Library of African Music, Grahamstown, 2003
- (en) Tanzania vocals : Tanganyika : 1950 (collec. Hugh Tracey), International Library of African Music, Grahamstown, 2003
- Tanzanie : musiques rituelles Gogo (collec. Polo Vallejo), Archives internationales de musique populaire, Musée d'ethnographie, Genève ; VDE-Gallo, Lausanne, Universal, 2001
- Hadzas : bushmen de Tanzanie, Buda musique, Paris ; distrib. Universal, Antony, 2003
- Ujamaa : le son des années 60 en Tanzanie, Buda musique, Paris ; distrib. Socadisc, 2007
- Hot in dar : le son de la Tanzanie, 1978-1983, Buda musique, Paris, 2009

### Filmographie
- (en) The tree of iron, film documentaire de Peter O'Neill et Frank Muhly, Documentary Educational Resources, Watertown, MA, 2007, 57 min (DVD)
- Au pays des dhows, film documentaire de Serge Montagnan et Emmanuel Pons, Université de La Réunion, 2006, 21 min (DVD)